# Свети Димитър (Стара Загора)
Вижте пояснителната страница за други значения на Свети Димитър.
„Свети великомъченик Димитър“ е православна църква в град Стара Загора, България. Църквата е катедрала на Старозагорската епархия на Българската православна църква.

## Местоположение
Църквата е разположена на улица „Поп Богомил“ № 1.

## История
Църквата е построена в 1859–1861 година от Ескизаарската православна община. В османско време храмът е известен и като Папаз еви или Попската къща, тъй като се е ползвал едновременно и за църква и за училище. Около църквата се образува християнска махала. Разкошният иконостас на църквата е изработен в 1888 година от резбарите Филипови под ръководството на Йосиф Филипов (1848 – 1913) и е заплатен 200 златни лева.